# チェコのトロリーバス

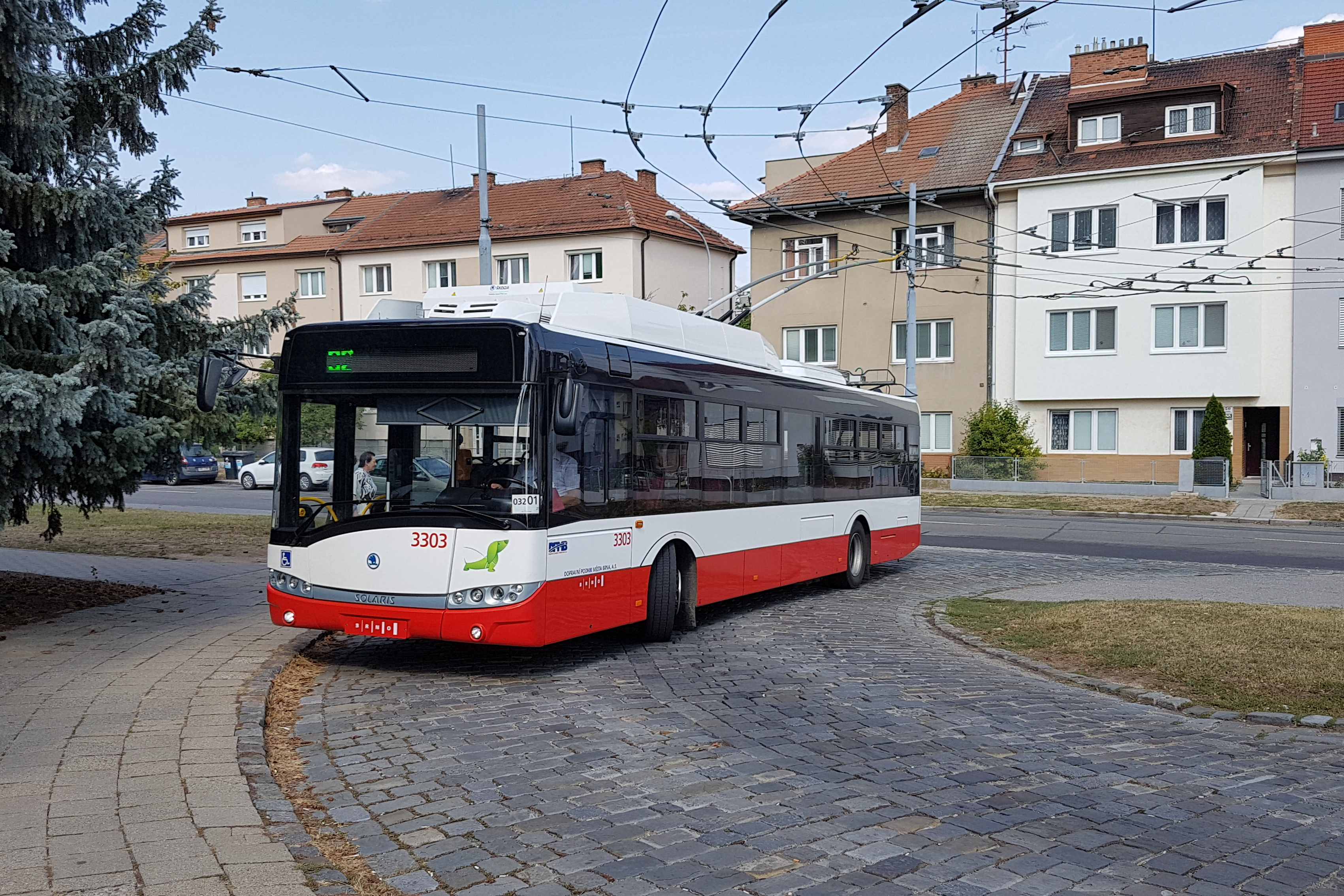
チェコで最大の路線網を有するブルノ市内のトロリーバス（2018年撮影）

この項目では、チェコのトロリーバスについて解説する。2021年現在、首都のプラハを含めて14の地域で営業運転が行われている。

## 歴史
現在のチェコでトロリーバスが登場したのは、チェコスロバキアの成立以前の20世紀初頭であった。後にチェコスロバキア領となる地域で最初に営業運転を開始したのは現在のスロバキア領に属するハイタトラ山地の路線であった一方、現在のチェコにあたる地域については1907年に開通したチェスケー・ヴェレニツェとグミュント（現：オーストリア）を結ぶ路線が初の事例となった。その後1909年にもチェスケー・ブジェヨヴィツェに新たな路線が開通したが、これらは道路状態の悪さや車両技術の未熟さに加え、第一次世界大戦の勃発により1910年代までに全て廃止された。
その後、再度現在のチェコ領にトロリーバスが登場したのはチェコスロバキア成立後の1936年、首都のプラハであった。当時、技術の進歩に加えて当時のバスと比較した場合の信頼性の高さもあってトロリーバスは世界各地で注目を集めており、チェコスロバキア各都市においても導入の動きが高まった。第二次世界大戦前にはプルゼニで新たな路線が開通し、戦時中においても路線バスの燃料不足が起因となりズリーンでもトロリーバスが営業運転を開始したが、本格的に各都市にトロリーバスが登場したのは戦後となった。その中にはイフラヴァやテプリツェのように、老朽化や輸送力不足が課題であった従来の路面電車を置き換える形でトロリーバスが登場した都市も多かった。
だが、1950年代後半以降は石油価格の低下を背景としたモータリーゼーションの進展が顕著となった他路線バスの技術の発展も進み、運営上の効率や経済面で不利と見做されたトロリーバスは世界的に廃止の一途を辿るるようになった。チェコスロバキアも例外ではなく、当時の政府の方針のもと、同国成立後初の路線となったプラハを含め幾つかの都市でトロリーバスが廃止された。
この動きが変わったのは1970年代に勃発した石油危機やそれに伴う石油価格の上昇、環境保護意識の高まりであり、環境への負荷が少なく化石燃料を抑制出来るトロリーバスの見直しが再度行われるようになった。その中で当時のチェコスロバキア政府は電気交通に関する大規模な計画を立ち上げ、多数の都市にトロリーバスを導入する方針を発表したが、そのうち現在のチェコの都市の中で実際に導入されたのはウースチー・ナド・ラベム、チェスケー・ブジェヨヴィツェ、ホムトフおよびイルコフだった。この中でチェスケー・ブジェヨヴィツェのトロリーバスは3度目の開通となった他、ホムトフとイルコフを結ぶトロリーバスが開通したのはビロード離婚後の1995年である。また、これらとは別に2010年代には首都・プラハでもトロリーバスが復活しているが、これは充電池から供給された電力を用いる電気バスの欠点である勾配区間での電池の消耗を克服するために一部に架線を設置したものであり、大半の区間は架線がない非電化区間となっている。

## 車両
1936年のプラハ市内のトロリーバス開通にあたり、同路線にはシュコダ、タトラ、プラガの3社がそれぞれ開発した車両が導入された。そのうちプラガ社については第二次世界大戦の被害によりトロリーバスの製造事業から撤退し、タトラ（→ČKDタトラ）についても1950年代をもって同様に撤退したため、以降チェコスロバキア向けのトロリーバス車両はシュコダが専属的に製造を実施する事となった。同事業者が生産したトロリーバス車両はチェコ国内のみならずソビエト連邦を始めとする国外へも多数輸出され、特に1950年代末から1980年代初頭まで生産が行われたシュコダ9Trは7,300両以上が生産され、世界で3番目に生産されたトロリーバス車両となった他、同年代以降生産された後継車両のシュコダ14Trもチェコスロバキアを含む世界各国へ導入された。一方で、これらとは別に大戦中は各企業が軍需産業に重点を置いていたことからドイツやスイス製の電気機器を用いた車両が導入された他、終戦直後はチェコスロバキアの復興支援を目的にヨーロッパ各国から輸入された車両が各都市で使用されている。

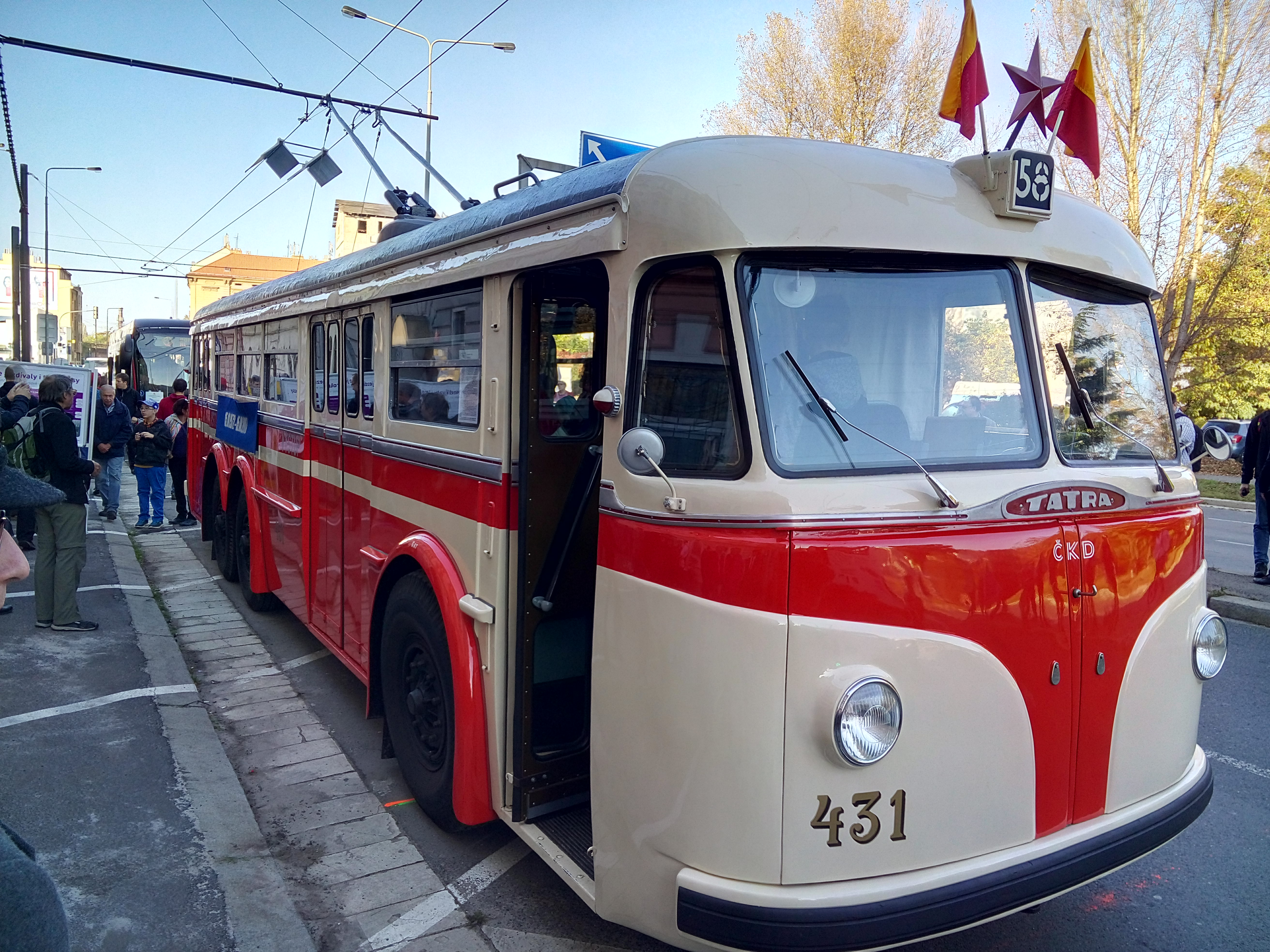
タトラ製のトロリーバス（タトラT400）
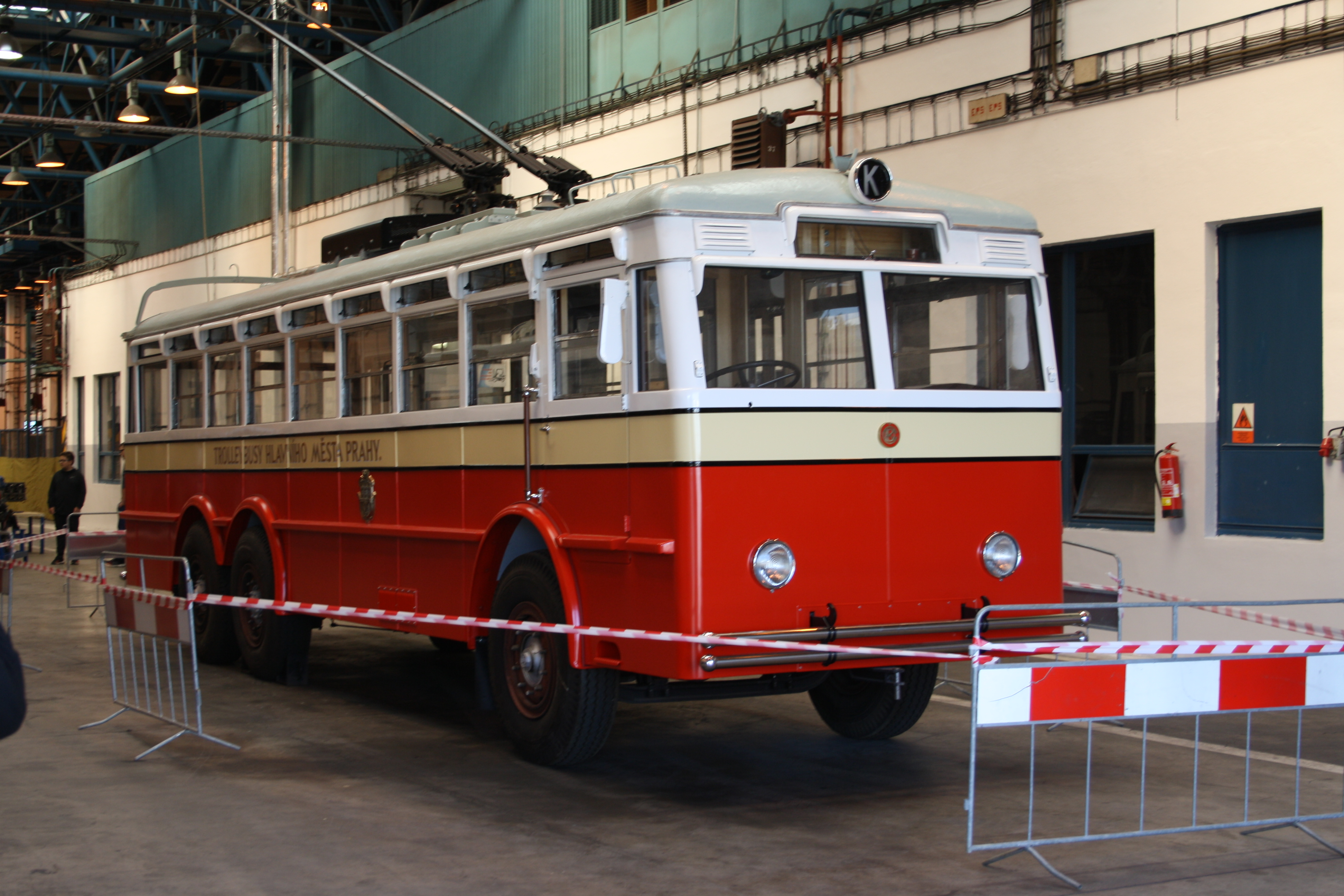
プラガ製のトロリーバス（TOT）
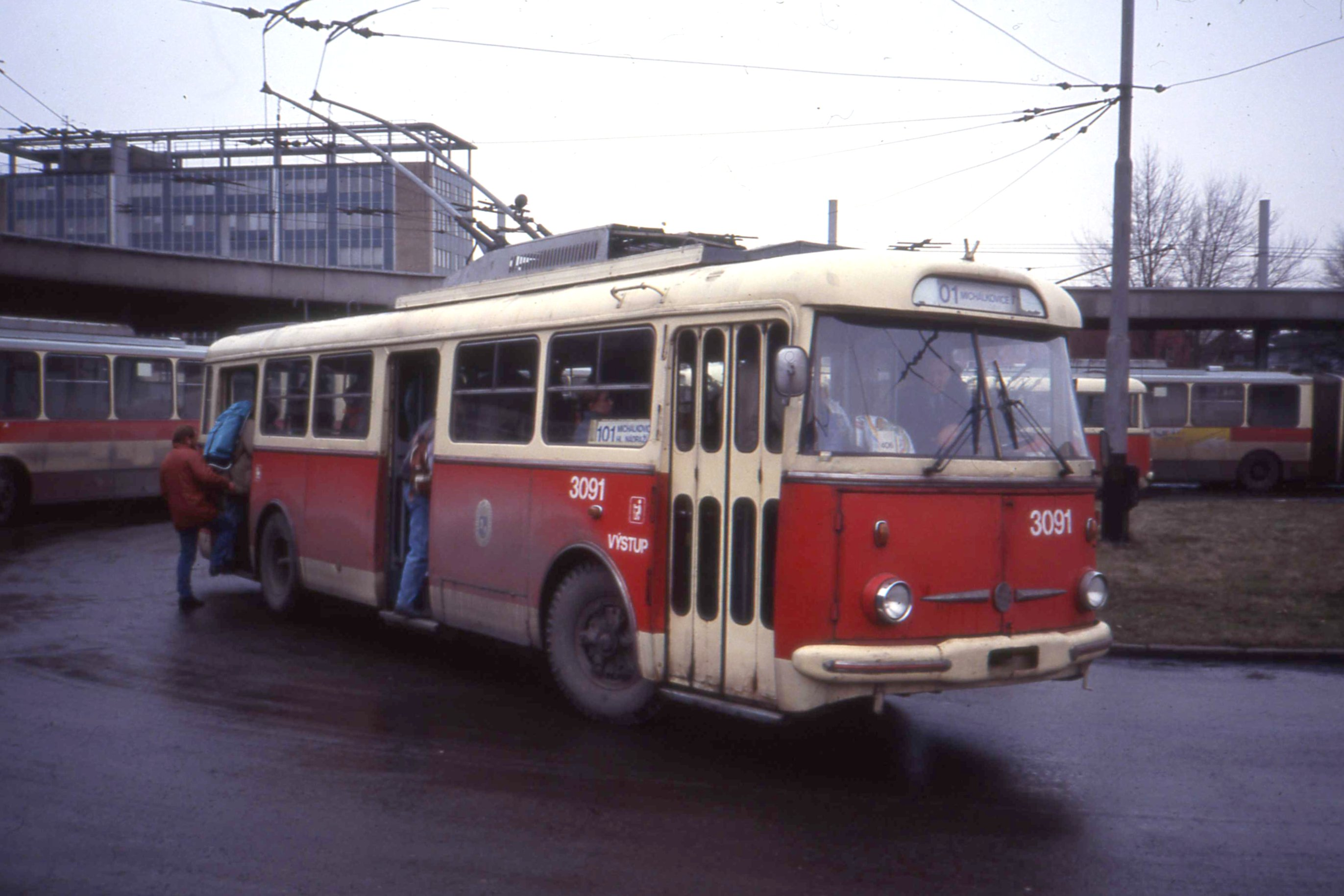
シュコダ9Tr
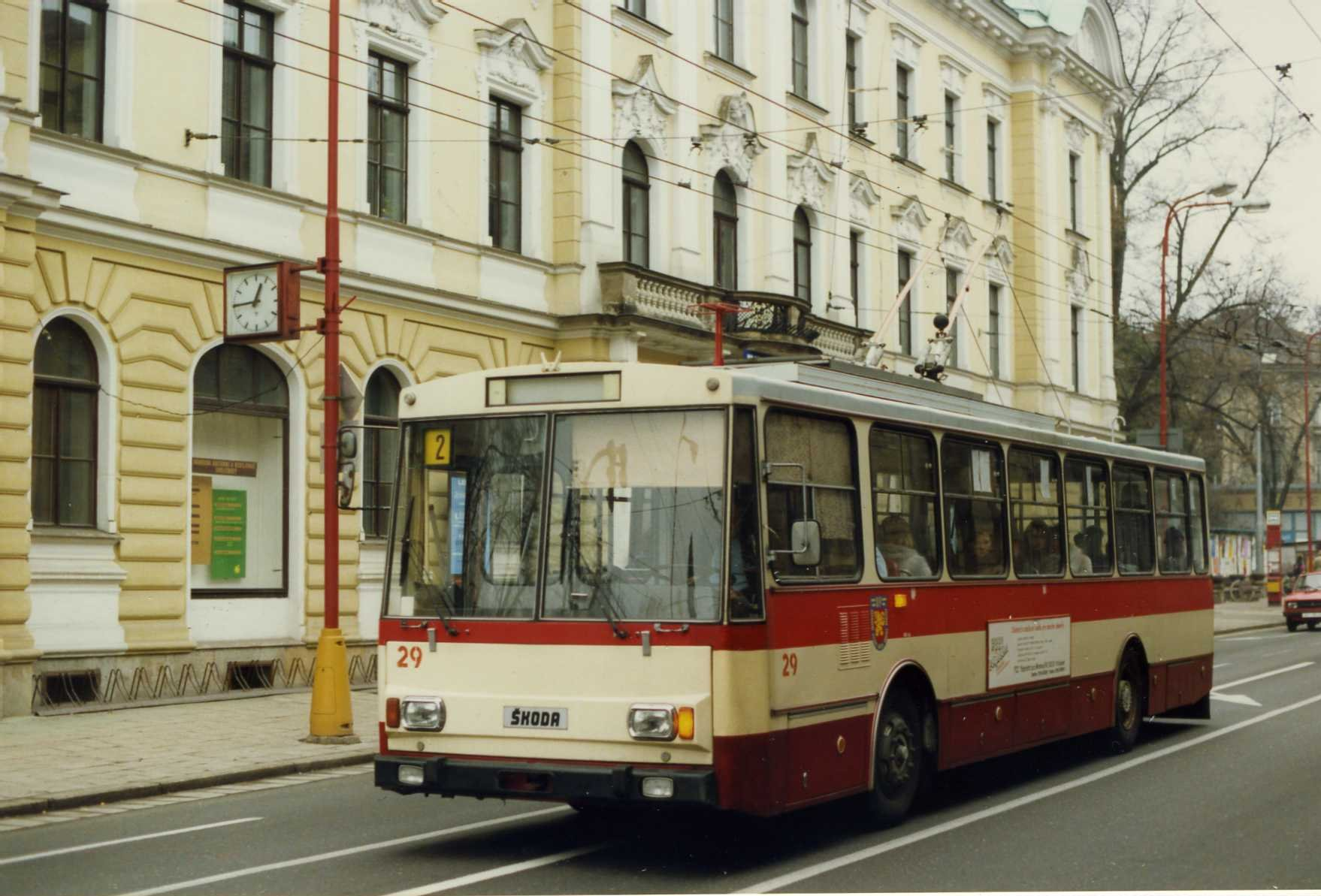
シュコダ14Tr

民主化以降はバスメーカーのSORがトロリーバス製造事業に参入している他、ソラリス（ポーランド）をはじめとした海外企業のトロリーバスを導入する事業者も存在する。一方、シュコダについては2004年をもってオストロフの工場で行っていた自社製のトロリーバスの製造を終了し、以降はSORやソラリスを含めた他社のトロリーバスの車体とシュコダ・エレクトリックが製造した電気機器を組み合わせた車両の展開を実施している。

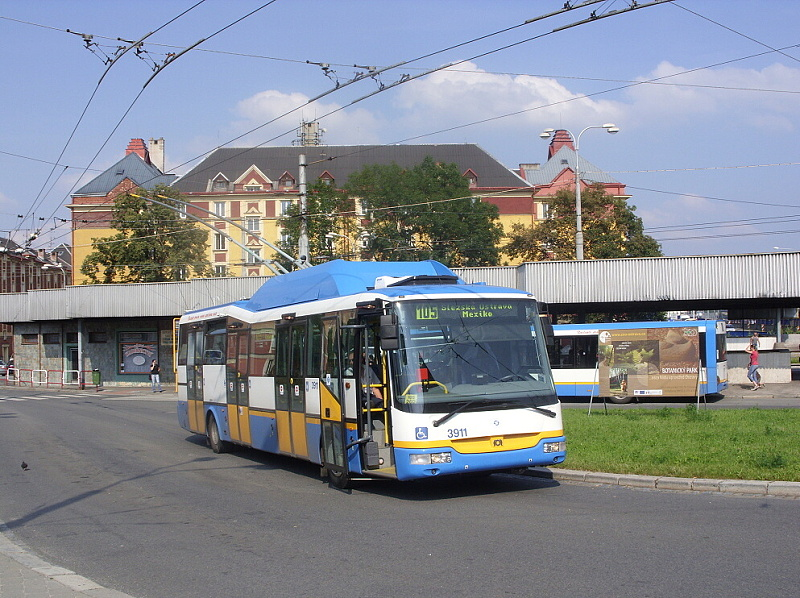
SOR製のトロリーバス（SOR TN 12）
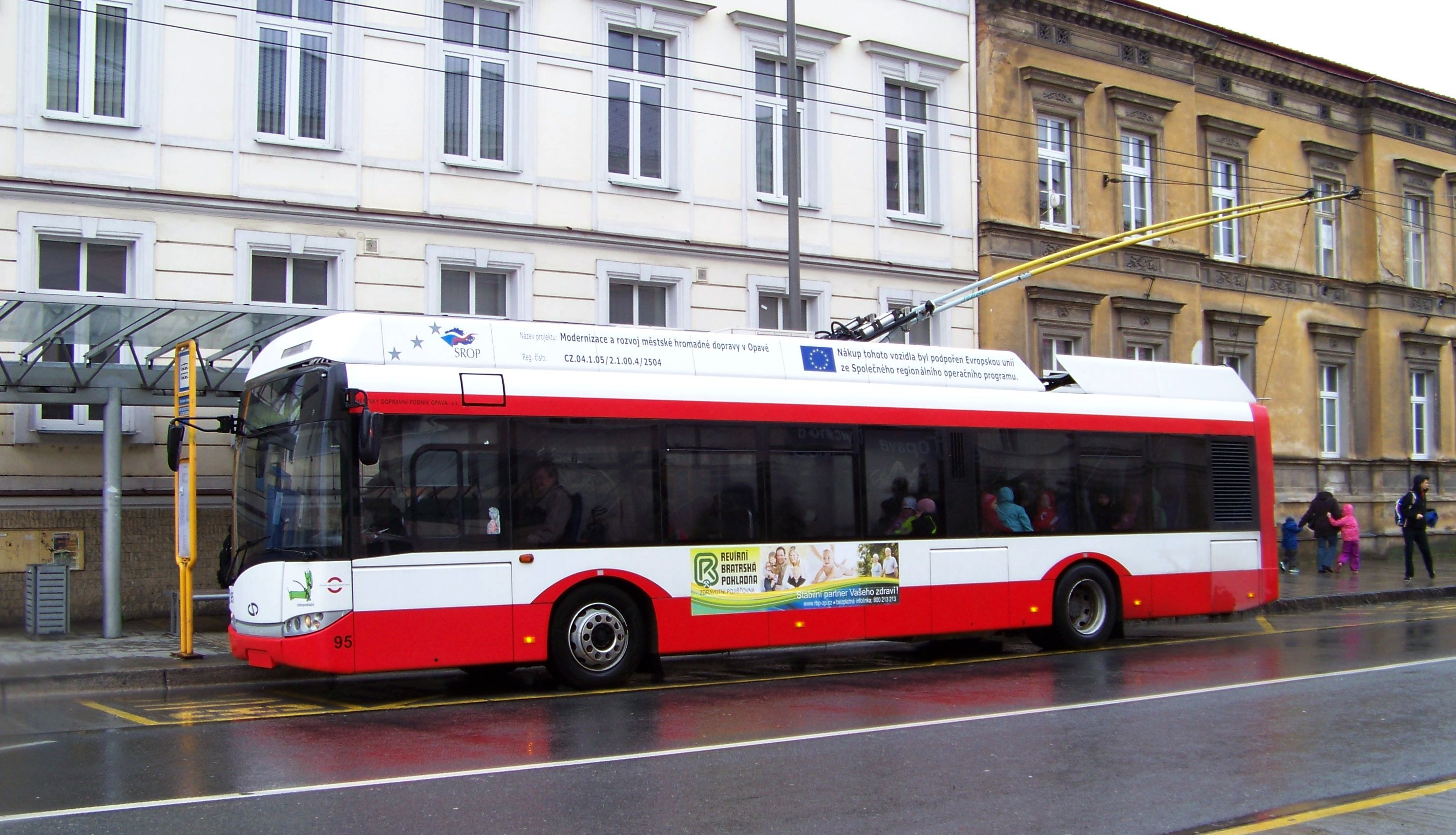
ソラリス製のトロリーバス（トロリーノ12）
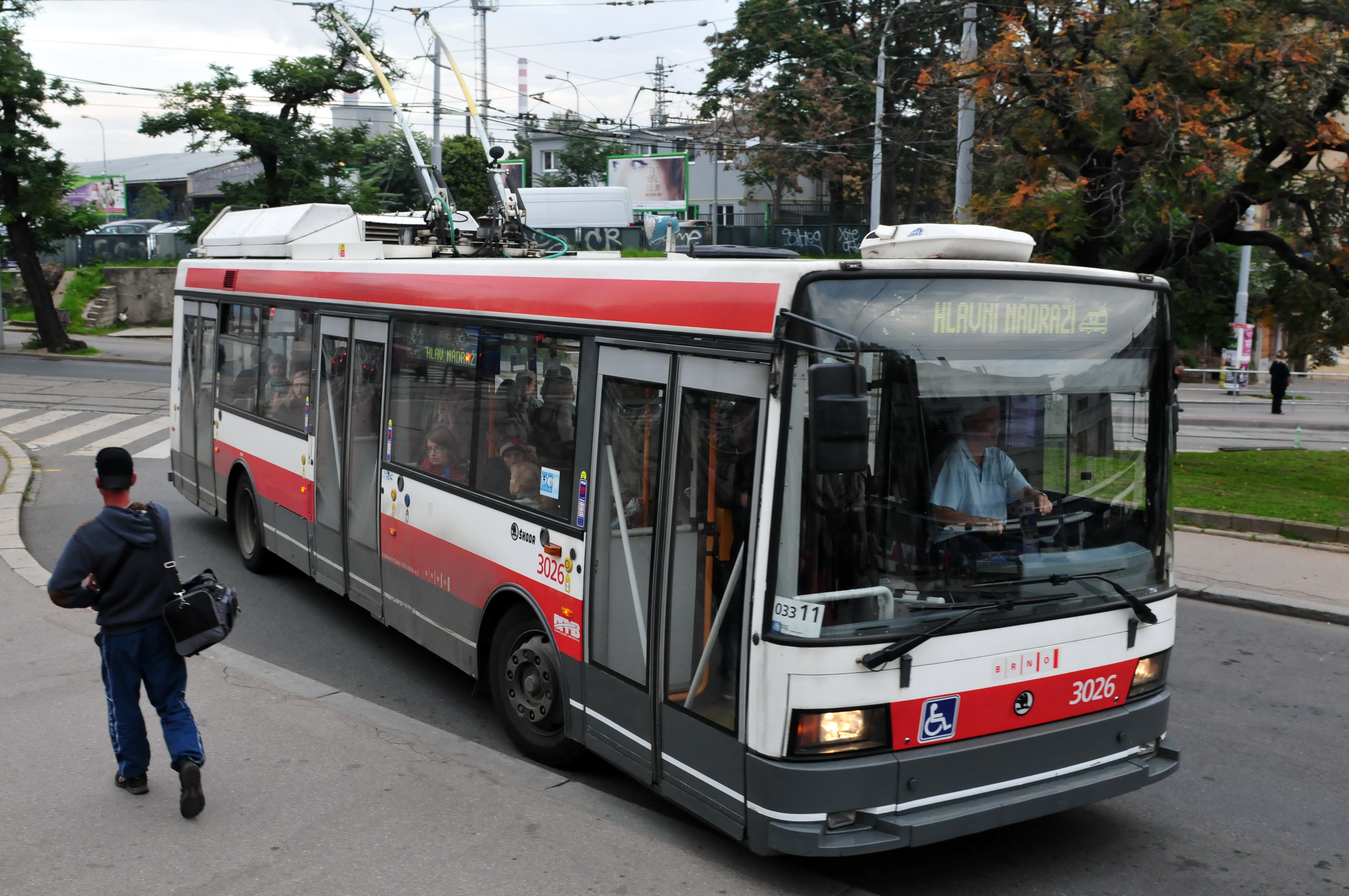
シュコダ製のノンステップトロリーバス・シュコダ21Tr
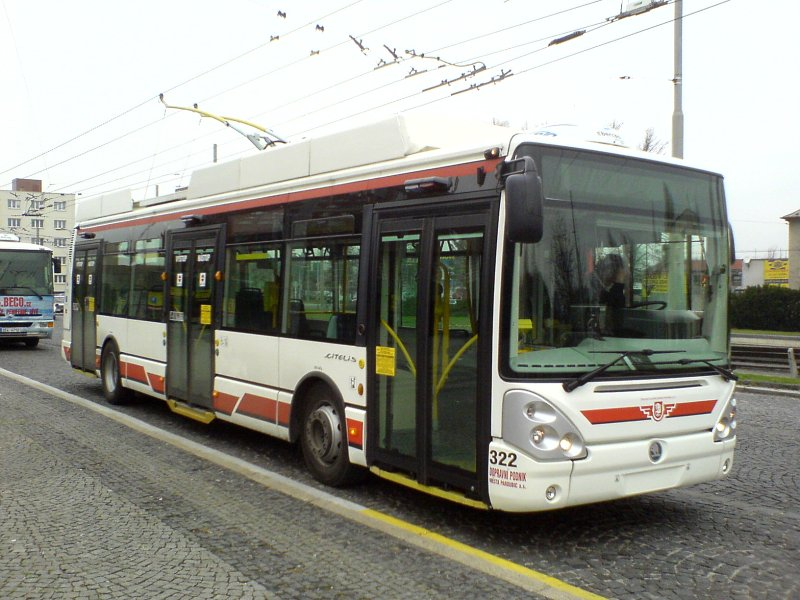
イリスバス製の車体を用いたシュコダ24Tr

## トロリーバス一覧

### 現有路線

#### 一覧
| チェコ 現有トロリーバス一覧  | チェコ 現有トロリーバス一覧                | チェコ 現有トロリーバス一覧 | チェコ 現有トロリーバス一覧                 |
| 都市                         | トロリーバス                               | 営業開始年                  | 備考                                        |
| ---------------------------- | ------------------------------------------ | --------------------------- | ------------------------------------------- |
| プルゼニ                     | プルゼニ・トロリーバス                     | 1941年                      |                                             |
| ズリーン オトロコヴィツェ    | ズリーン/オトロコヴィツェ・トロリーバス    | 1944年                      | オトロコヴィツェ方面の路線は1954-57年に開通 |
| イフラヴァ                   | イフラヴァ・トロリーバス                   | 1948年                      |                                             |
| フラデツ・クラーロヴェー     | フラデツ・クラーロヴェー・トロリーバス     | 1949年                      |                                             |
| ブルノ                       | ブルノ・トロリーバス                       | 1949年                      |                                             |
| パルドゥビツェ               | パルドゥビツェ・トロリーバス               | 1952年                      |                                             |
| マリアーンスケー・ラーズニェ | マリアーンスケー・ラーズニェ・トロリーバス | 1952年                      |                                             |
| テプリツェ                   | テプリツェ・トロリーバス                   | 1952年                      |                                             |
| オストラヴァ                 | オストラヴァ・トロリーバス                 | 1952年                      |                                             |
| オパヴァ                     | オパヴァ・トロリーバス                     | 1952年                      |                                             |
| ウースチー・ナド・ラベム     | ウースチー・ナド・ラベム・トロリーバス     | 1988年                      |                                             |
| チェスケー・ブジェヨヴィツェ | チェスケー・ブジェヨヴィツェ・トロリーバス | 1991年                      | 3代目                                       |
| ホムトフ イルコフ            | ホムトフ/イルコフ・トロリーバス            | 1995年                      |                                             |
| プラハ                       | プラハ・トロリーバス                       | 2018年                      | 2代目 試運転は2017年から開始                |

#### ギャラリー

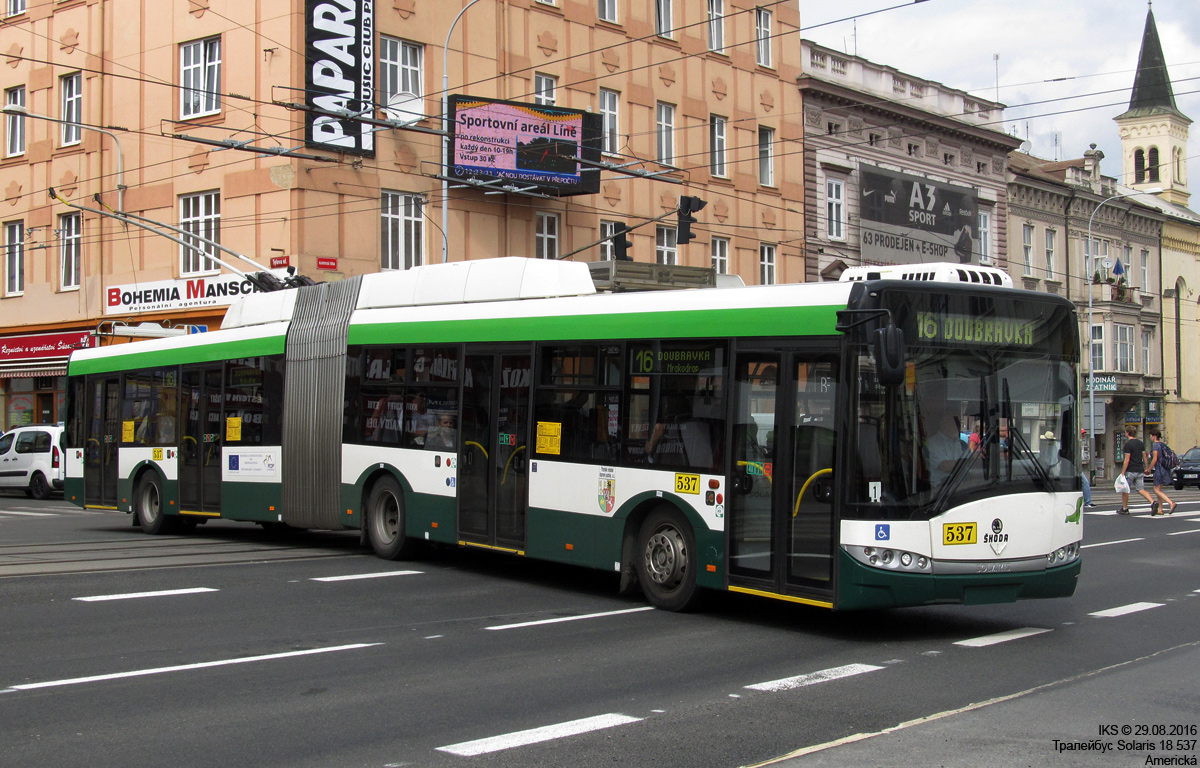
プルゼニ・トロリーバス
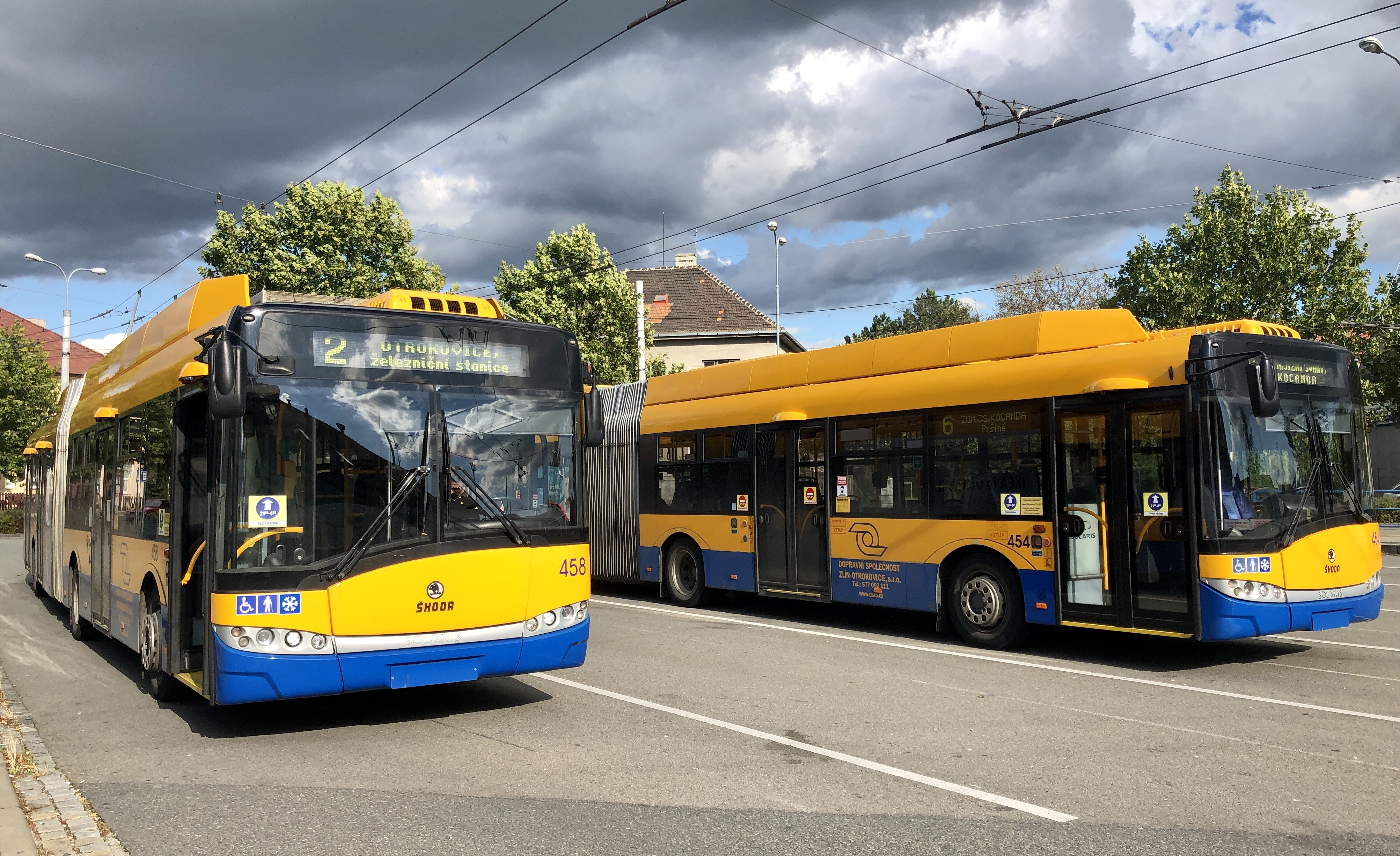
ズリーン/オトロコヴィツェ・トロリーバス
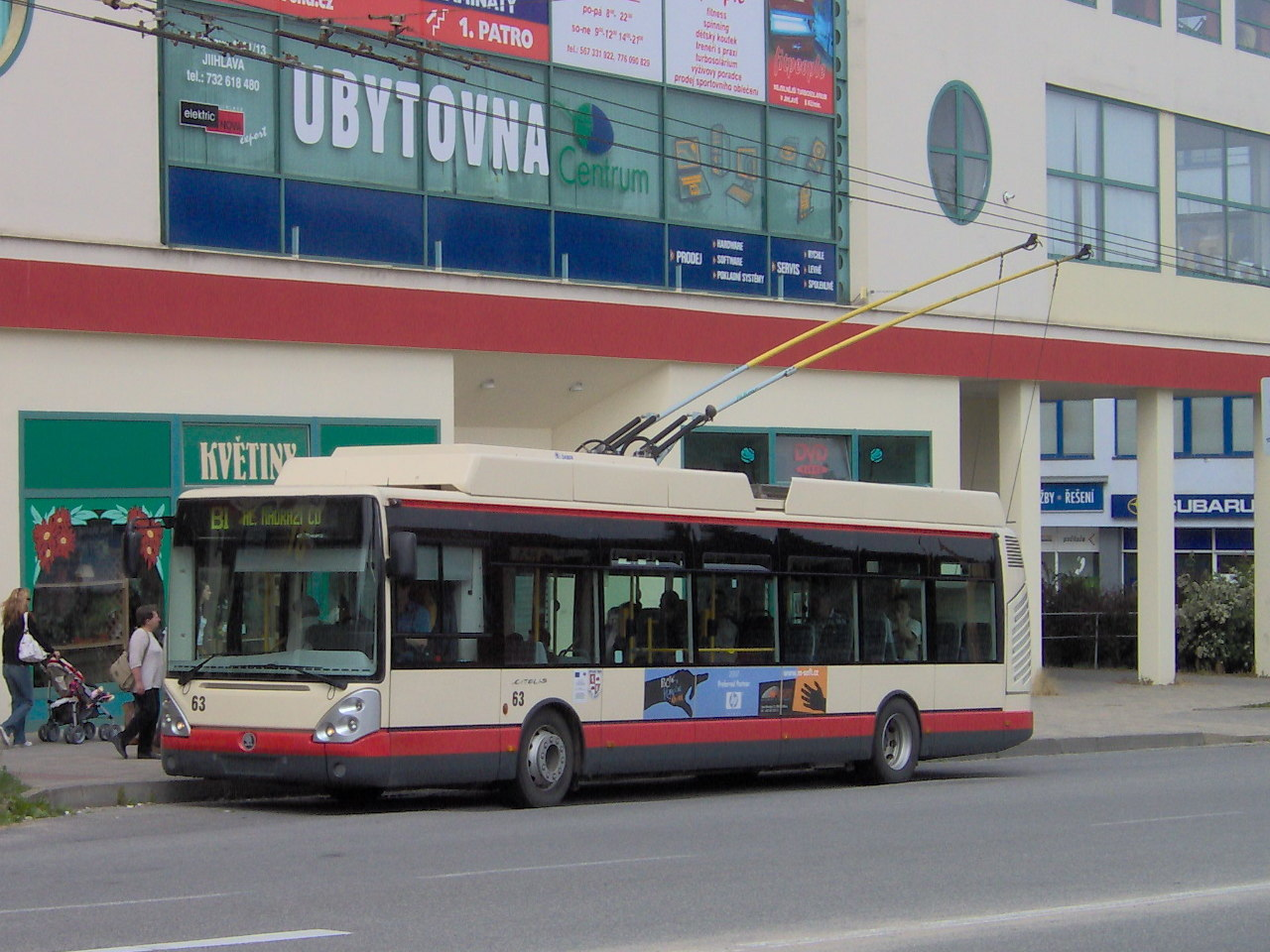
イフラヴァ・トロリーバス
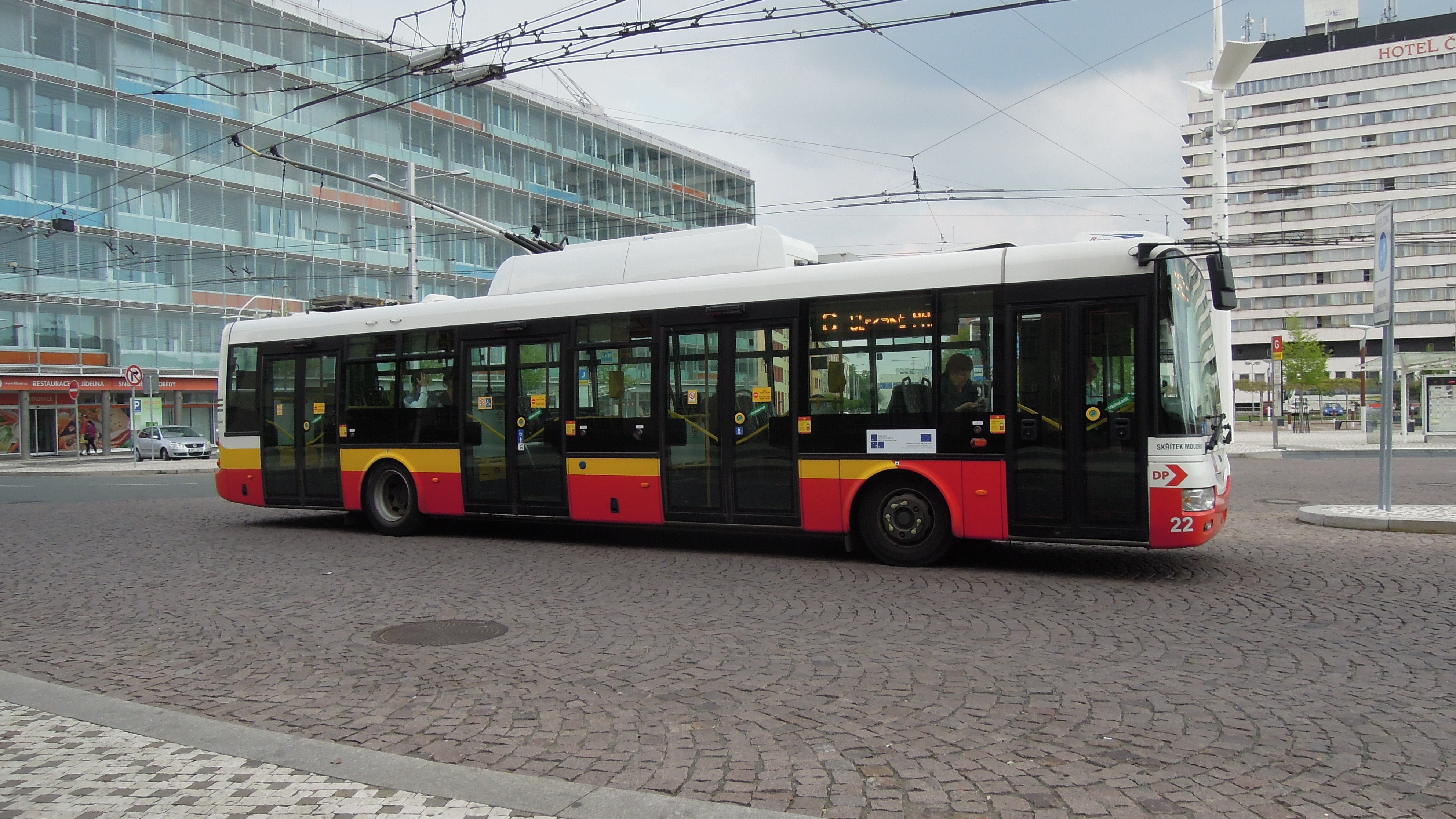
フラデツ・クラーロヴェー・トロリーバス
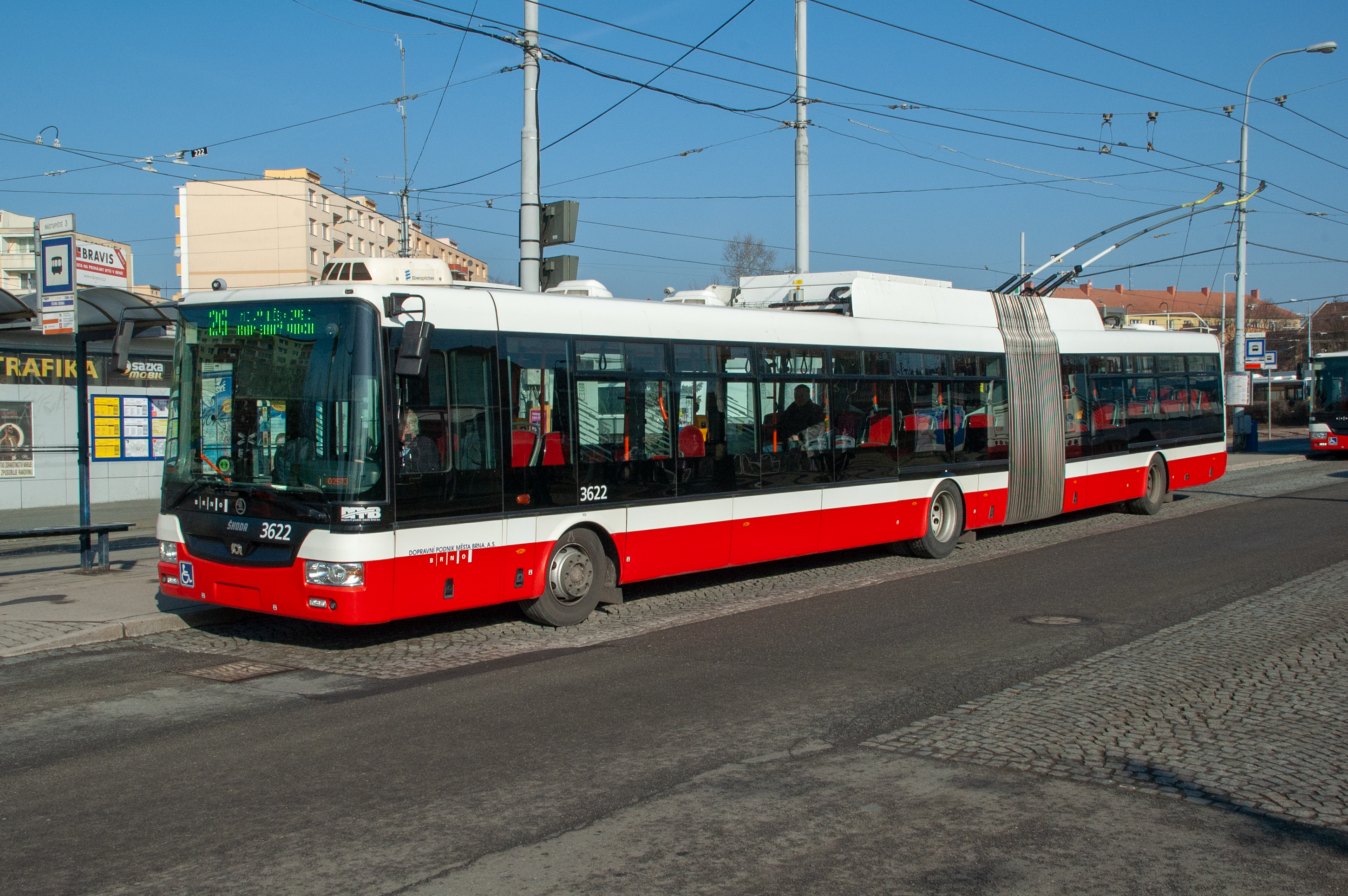
ブルノ・トロリーバス
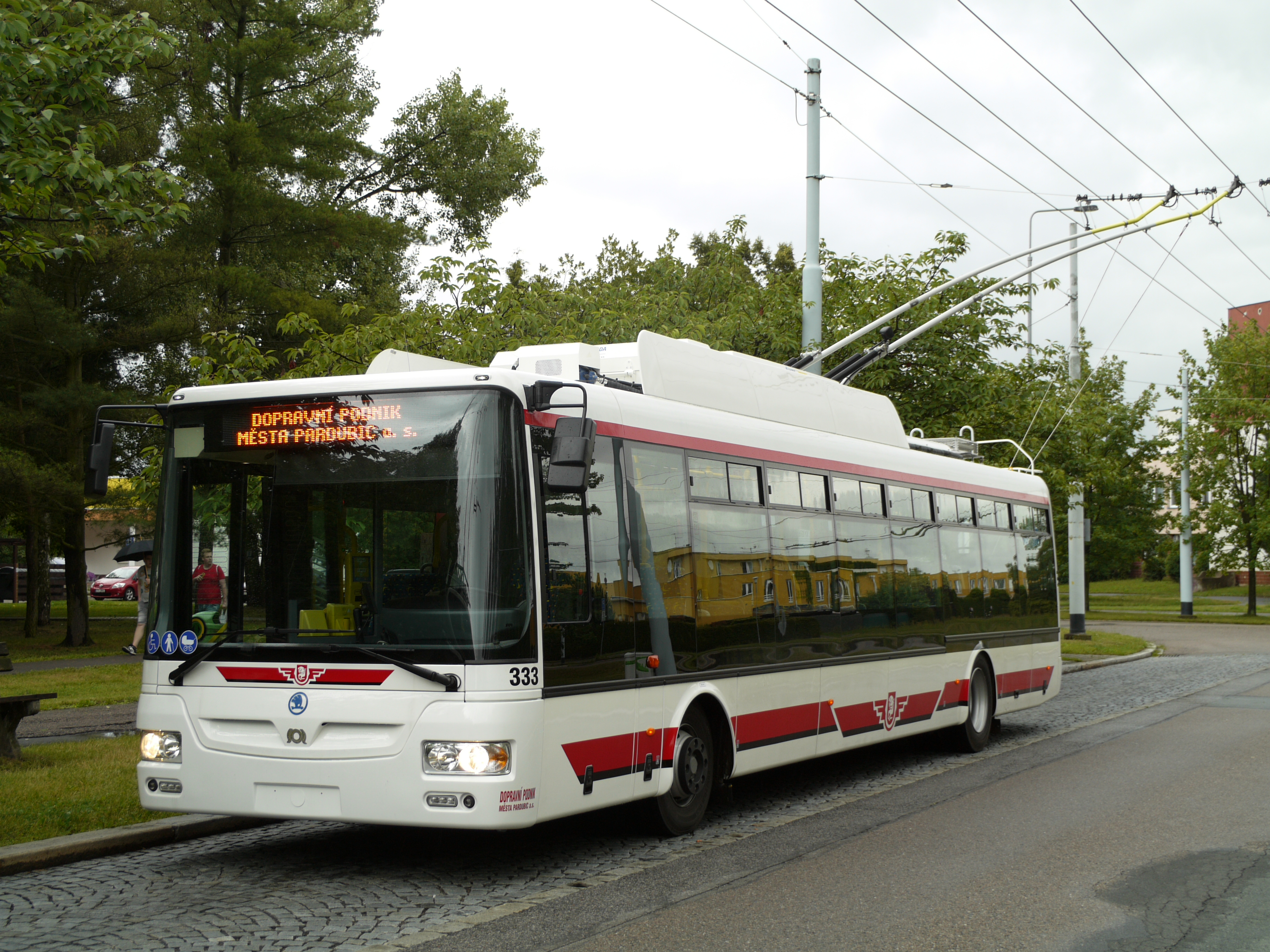
パルドゥビツェ・トロリーバス
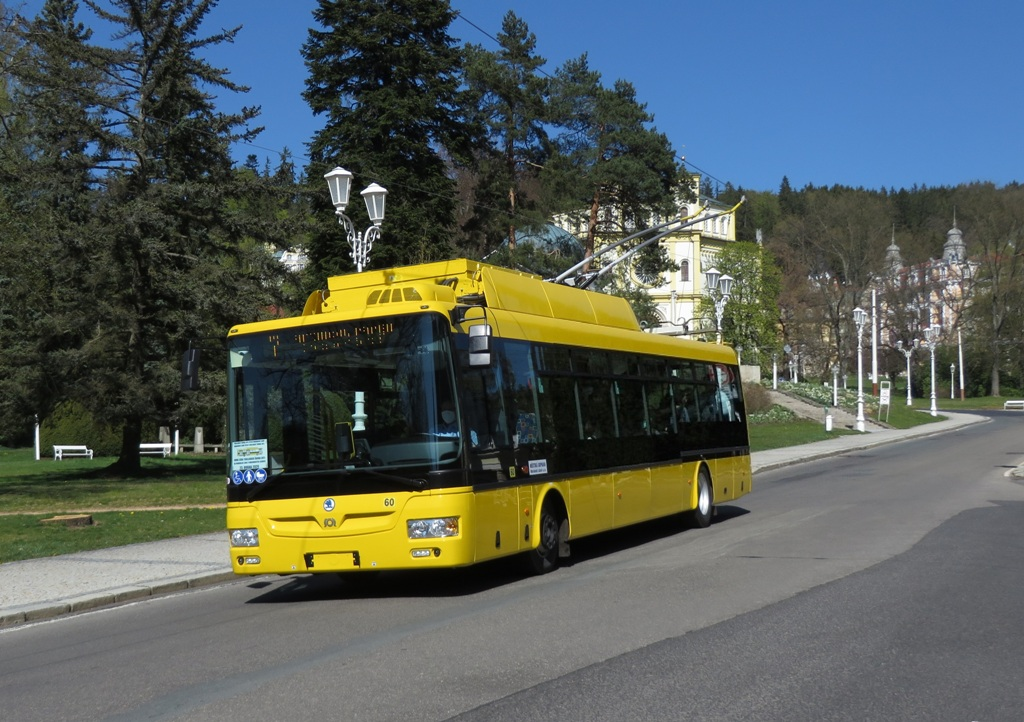
マリアーンスケー・ラーズニェ・トロリーバス
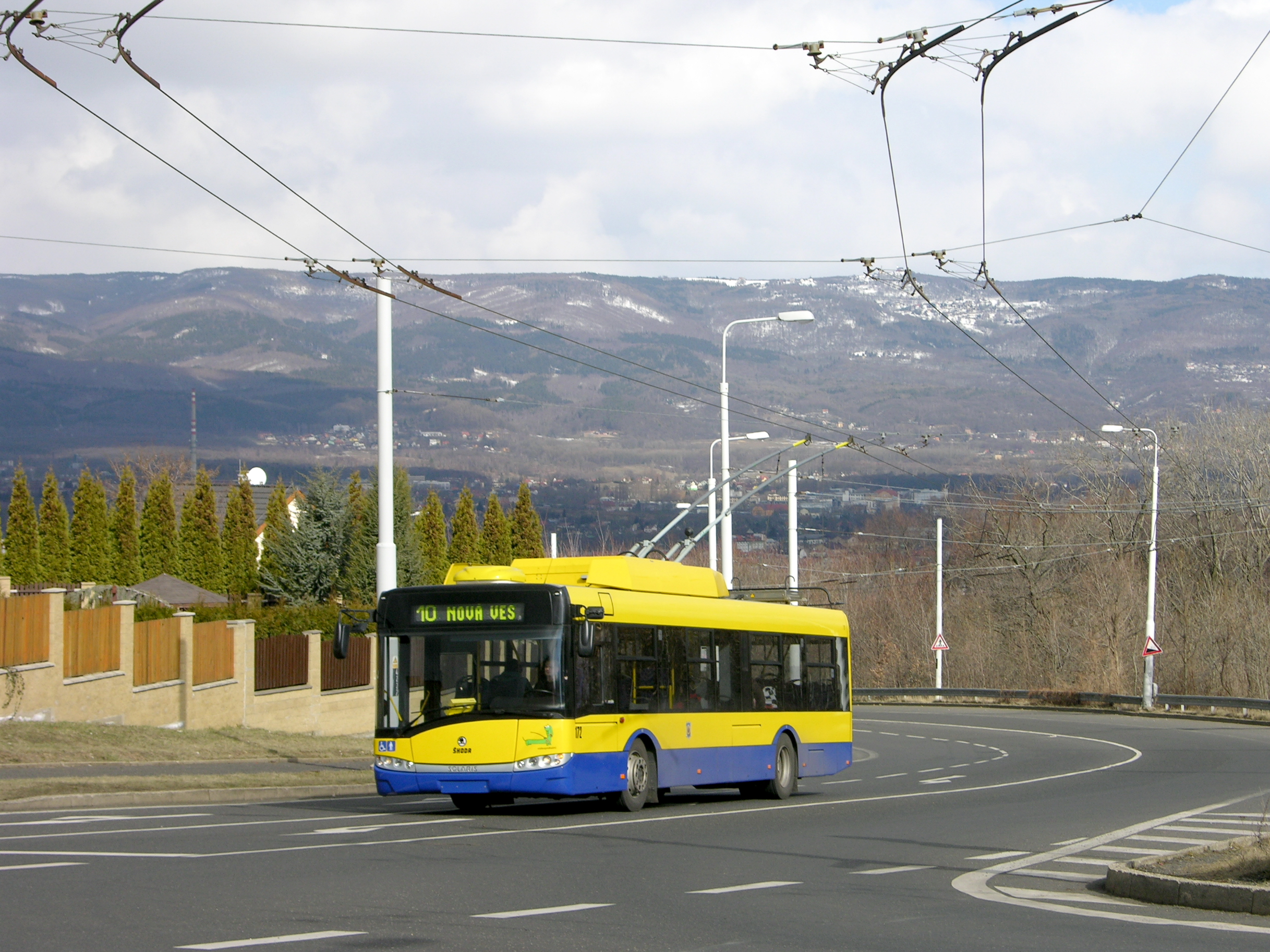
テプリツェ・トロリーバス
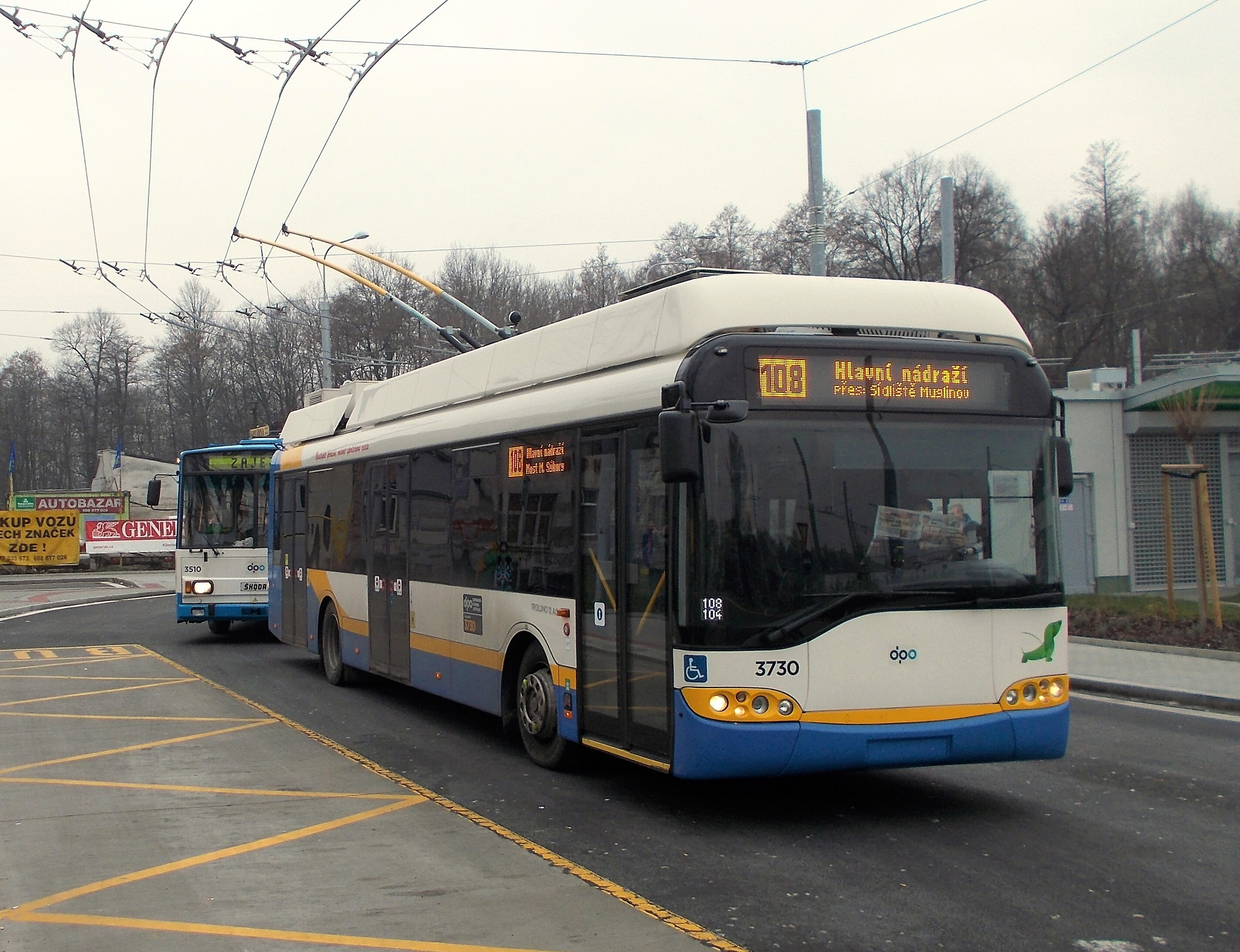
オストラヴァ・トロリーバス
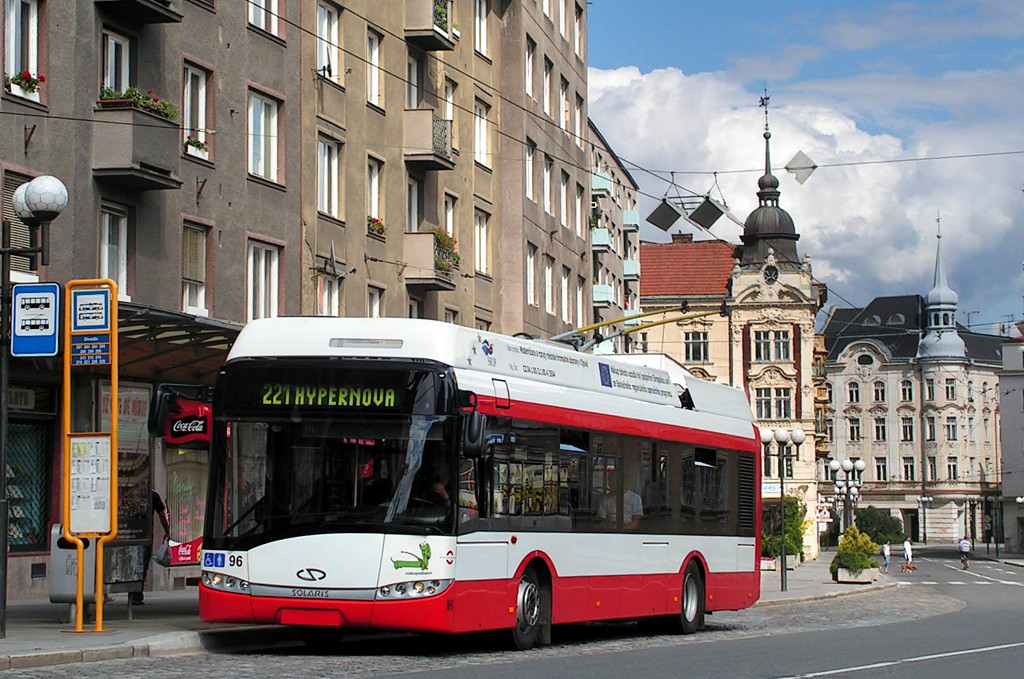
オパヴァ・トロリーバス
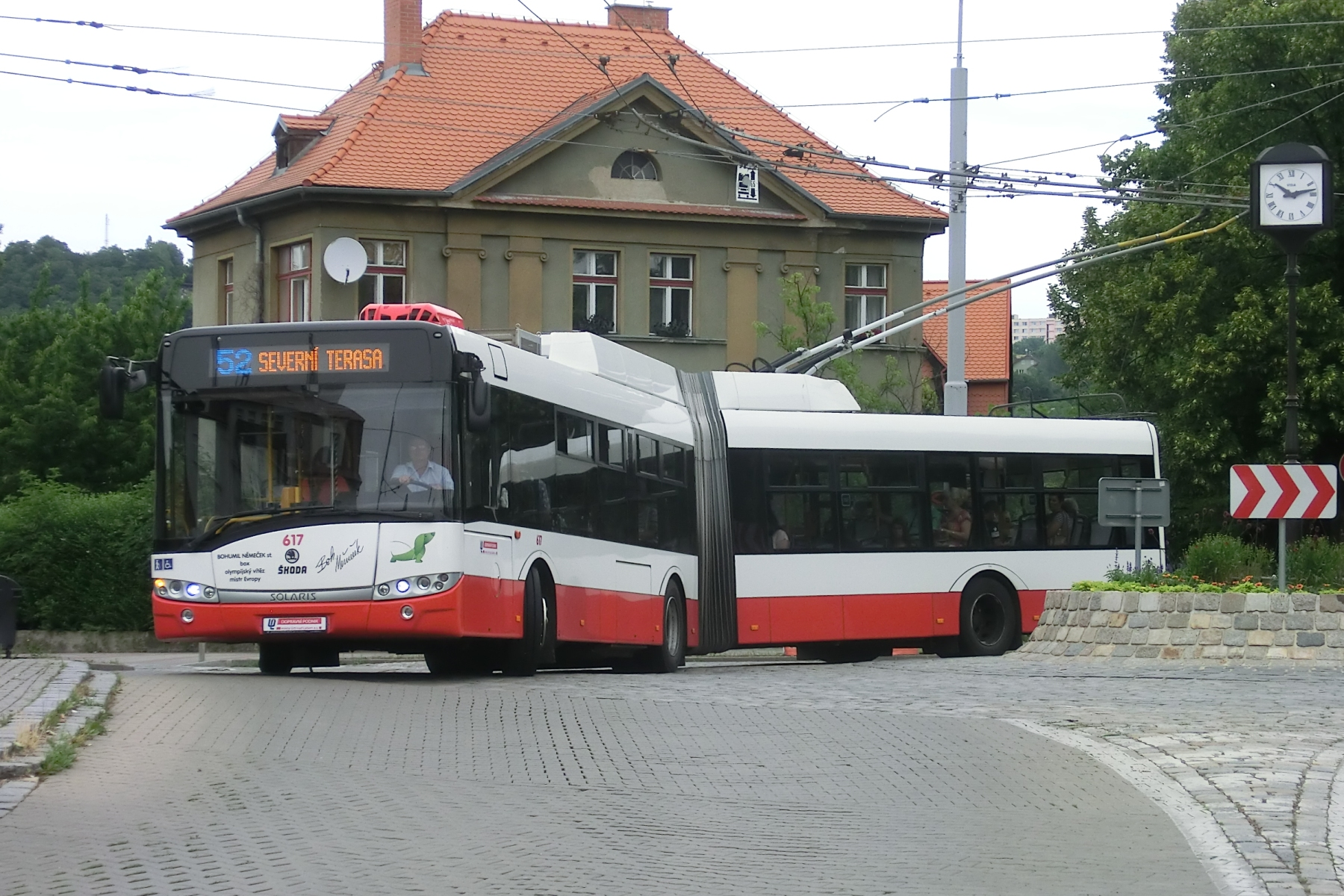
ウースチー・ナド・ラベム・トロリーバス
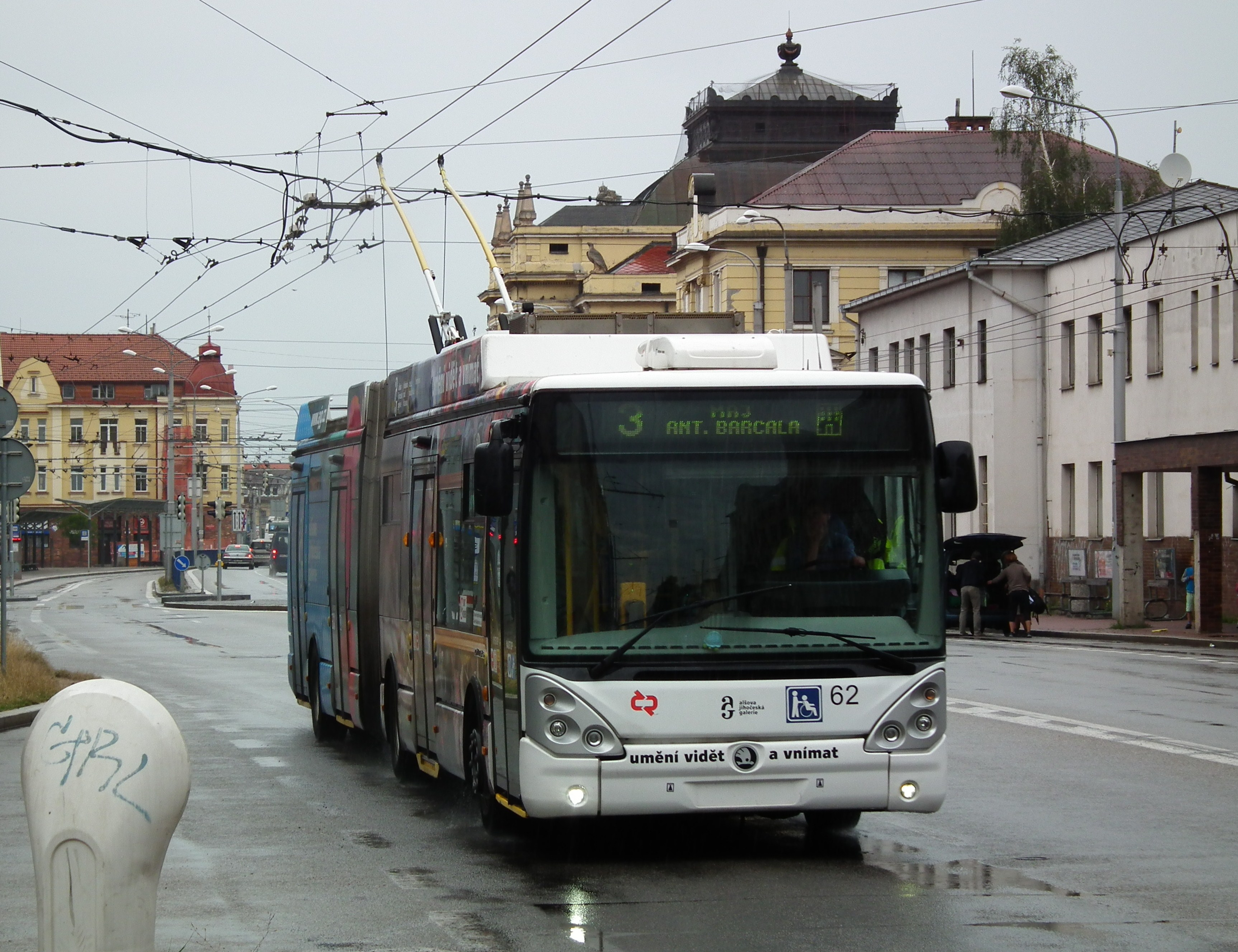
チェスケー・ブジェヨヴィツェ・トロリーバス
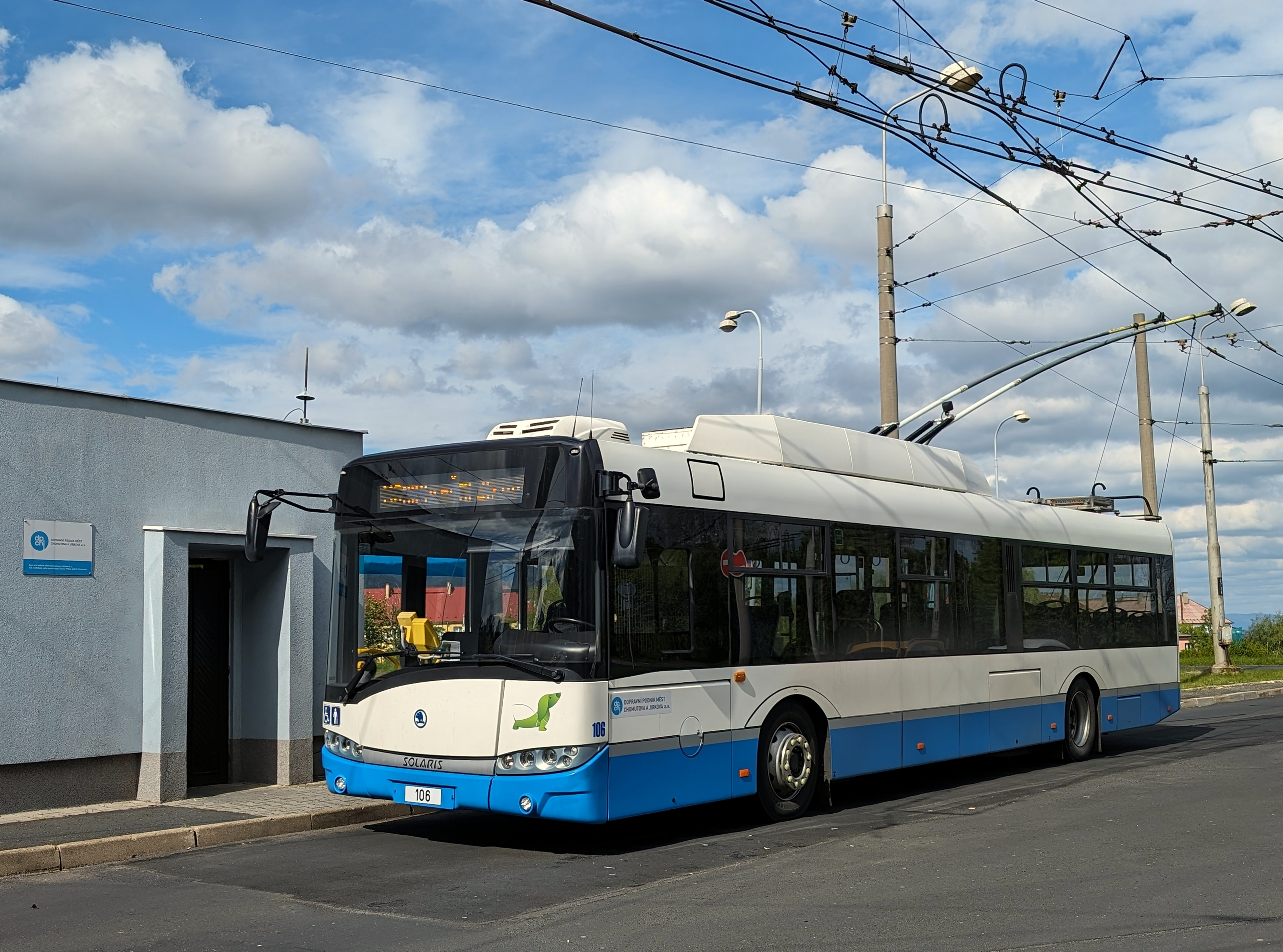
ホムトフ/イルコフ・トロリーバス
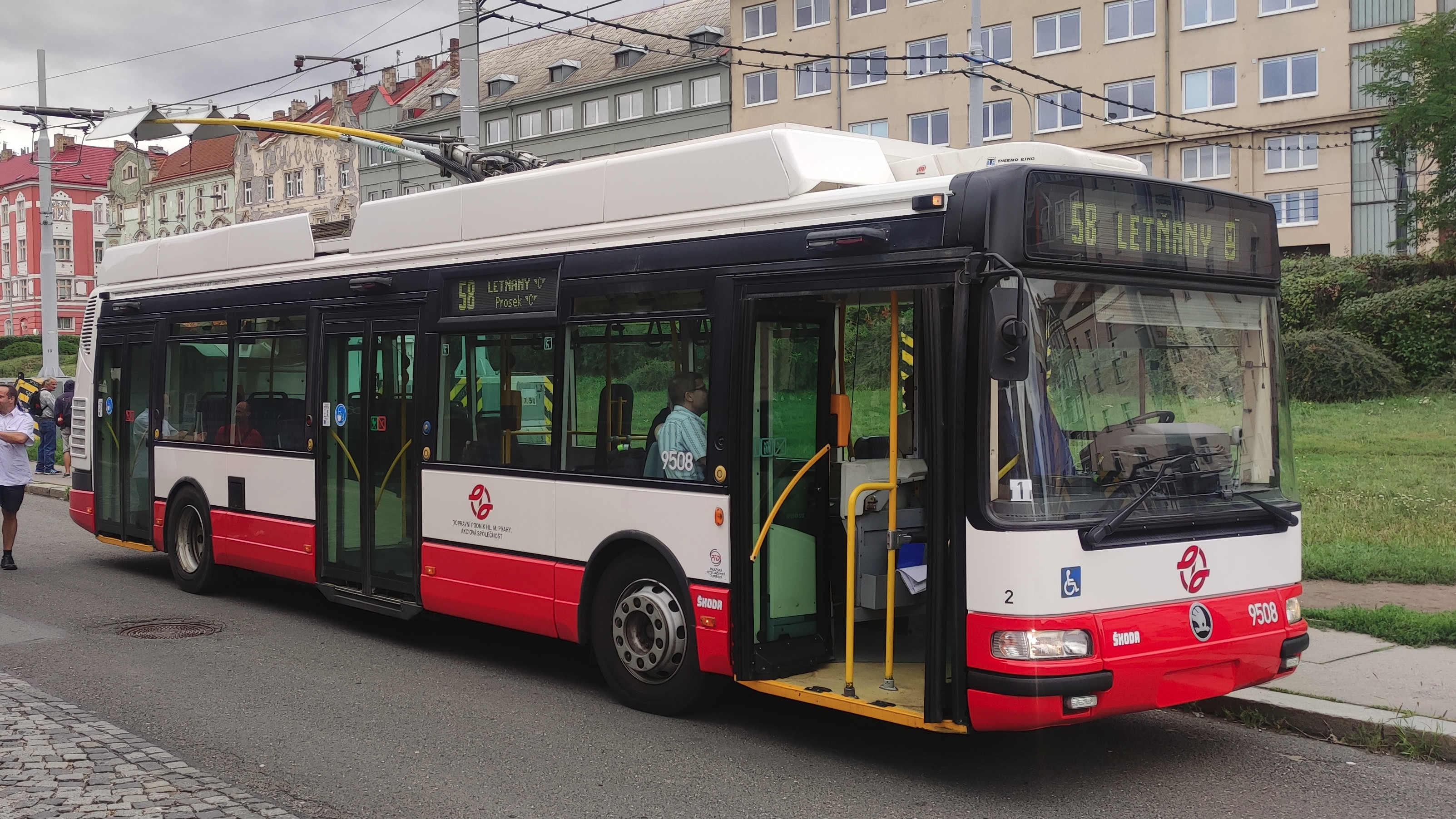
プラハ・トロリーバス

### 過去の路線

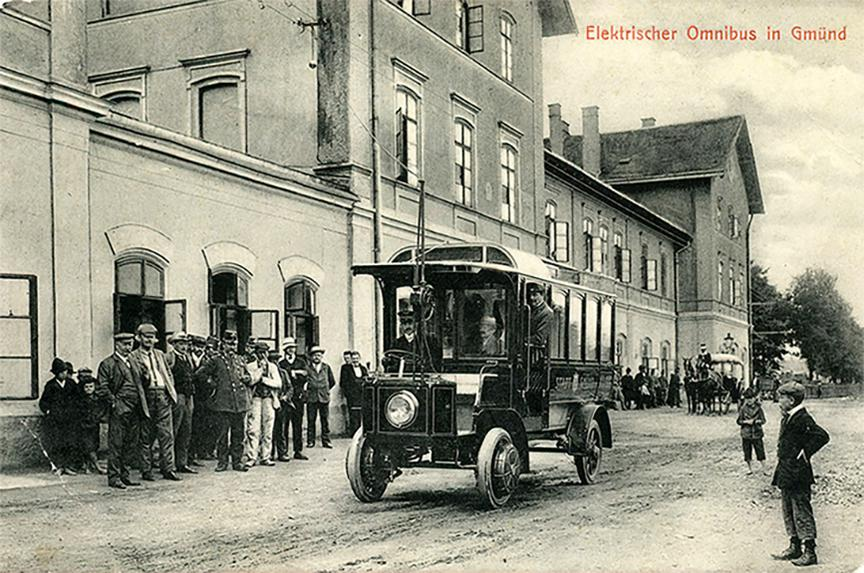
グミュント・トロリーバス
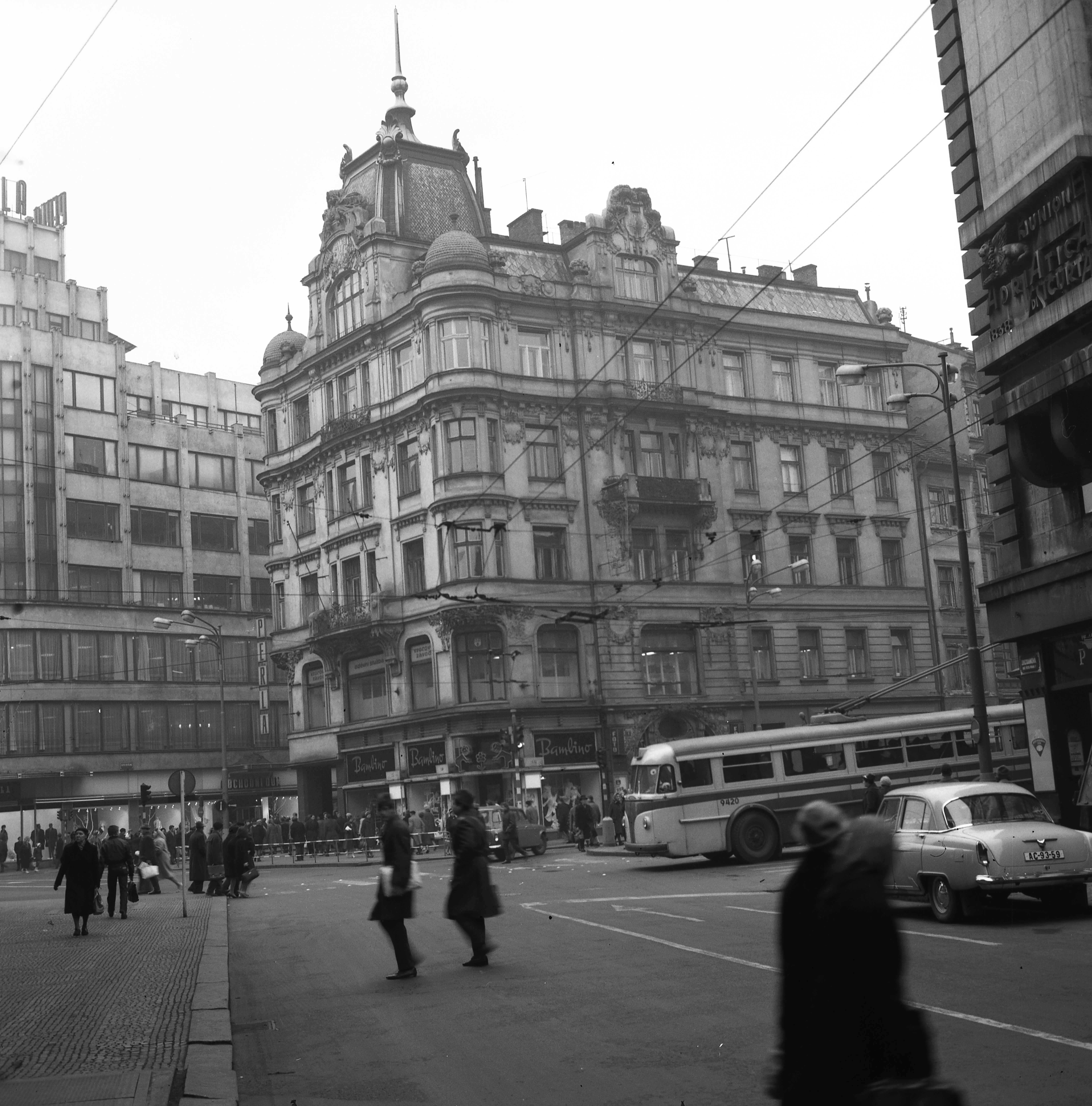
プラハ・トロリーバス（初代）

下記の廃止路線は全てチェコ共和国成立以前のものである。
| チェコ 廃止トロリーバス一覧         | チェコ 廃止トロリーバス一覧                | チェコ 廃止トロリーバス一覧         | チェコ 廃止トロリーバス一覧 | チェコ 廃止トロリーバス一覧 | チェコ 廃止トロリーバス一覧    |
| 都市                                | トロリーバス                               | トロリーバス                        | 開通年                      | 廃止年                      | 備考                           |
| ----------------------------------- | ------------------------------------------ | ----------------------------------- | --------------------------- | --------------------------- | ------------------------------ |
| チェスケー・ヴェレニツェ グミュント | グミュント・トロリーバス                   | グミュント・トロリーバス            | 1907年                      | 1916年                      |                                |
| チェスケー・ブジェヨヴィツェ        | チェスケー・ブジェヨヴィツェ・トロリーバス | 初代                                | 1909年                      | 1914年                      |                                |
| チェスケー・ブジェヨヴィツェ        | チェスケー・ブジェヨヴィツェ・トロリーバス | 2代目                               | 1948年                      | 1971年                      |                                |
| プラハ                              | プラハ・トロリーバス                       | 初代                                | 1936年                      | 1972年                      | モータリーゼーションにより廃止 |
| モスト リトヴィーノフ               | モスト/リトヴィーノフ・トロリーバス        | モスト/リトヴィーノフ・トロリーバス | 1946年                      | 1959年                      | 路面電車へ置き換えられ廃止     |
| ジェチーン                          | ジェチーン・トロリーバス                   | ジェチーン・トロリーバス            | 1950年                      | 1973年                      | モータリーゼーションにより廃止 |

- グミュント・トロリーバス
- プラハ・トロリーバス（初代）

### その他
- オストロフ/ヤーヒモフ・トロリーバス - シュコダ（シュコダ・オストロフ（チェコ語版））が製造したトロリーバス車両の実験線。1963年に使用開始、2006年に廃止[6][18][23]。

## 参考資料
- Martin Harák (2015-11-10). České trolejbusy historie a současnost, typy, technika, provoz. Praha: Grada Publishing a.s.. ISBN 978-80-247-5552-6
- Plzeňských městských dopravních podniků, a.s (2011-6). Plzeňské trolejbusy slaví 70 let 2021年11月29日閲覧。.